# Municipio de Tlacolula de Matamoros
El Municipio de Tlacolula de Matamoros es uno de los 570 municipios en que se encuentra dividido el estado mexicano de Oaxaca, localizado en el centro del estado, su cabecera es la ciudad de Tlacolula de Matamoros.

## Geografía
Tlacolula de Matamoros se encuentra localizado en la región de los Valles Centrales de Oaxaca y en el Distrito de Tlacolula, tiene un territorio discontinuo, es decir, está formado por dos sectores separados por el territorio de otros municipios, una zona central donde se asienta la cabecera municipal y un exclave localizado al sureste de este último, en dicho exclave se encuentra la localidad de San Luis del Río; los límites territoriales del sector central son al norte con el municipio de Santa Ana del Valle y con el municipio de Villa Díaz Ordaz, al este con el municipio de San Pablo Villa de Mitla, al sureste con el municipio de Santiago Matatlán, al sur con el municipio de San Lucas Quiaviní y con el municipio de San Bartolomé Quialana, al suroeste con el municipio de Magdalena Teitipac, al oeste con el municipio de San Juan Guelavía y al noroeste con el municipio de San Jerónimo Tlacochahuaya y con el municipio de Teotitlán del Valle; el exclave sureste del municipio limita al norte con el municipio de San Lorenzo Albarradas, al este con el municipio de San Pedro Quiatoni, al sur con el municipio de San Pedro Totolápam y al oeste con el municipio de San Dionisio Ocotepec.
Tiene una extensión territorial total de 244.96 kilómetros cuadrados que representan el 0.26% de la extensión total del estado de Oaxaca y sus coordenadas geográficas extremas son 16°43′ - 17°0′ de latitud norte y 96°7′ - 96°33′ de longitud oeste, su altitud fluctúa entre los 800 y 3 000 metros sobre el nivel del mar.

### Orografía e hidrografía
El territorio de la porción central de Tlacolula es mayoritariamente plano por estar localizado en los denominados Valles Centrales de Oaxaca, sin embargo, en medida que se avanza hacia el este y hacia el sur el territorio se eleva y se encuentra las primeras estribaciones de la Sierra Mixe, en la cual ya se encuentra completamente el exclave sureste, que es por lo tanto totalmente montañoso, las principales elevaciones del municipio son los cerros denominados Los Compadres y Las Comadres, además del Cerro Nixhixhú. Fisiográfica ambos sectores del municipio integran la Provincia fisiográfica XII Sierra Madre del Sur, sin embargo, la porción principal pertenece a la Subprovincia fisiográfica 74 Sierras y Valles de Oaxaca, mientras que el exclave pertenece a la Subprovincia fisiográfica 70 Sierras Orientales.
La principal corriente del municipio es el Río Salado, que recorre la parte central de la porción central del municipio y al cual se unen pequeños afluentes como el río Seco y el río la Muralla, en el exclave la principal corriente es el río San Luis que recorre en sentido norte-sur. Cada sector del municipio se encuentra en una diferente región hidrológica, la zona central pertenece a la Cuenca del río Atoyac de la Región hidrológica 20 Costa Chica-Río Verde, y en el exclave pertenece a la Cuenca dle río Tehuantepec y a la Región hidrológica 20 Tehuantepec.

### Clima y ecosistemas
El principal clima que se registra en el municipio es el Semiseco semicálido, que cubre la gran mayoría de la zona central del municipio, con excepción de pequeños sectores de los extremos de su territorio, como en el sur, norte y noreste donde el clima es Semicálido subhúmedo con lluvias en verano, de menor humedad y un muy pequeño sector con clima Templado subhúmedo con lluvias en verano, de humedad media; en el exclave, el sector noroeste tiene clima Semiseco semicálido, el sector medio clima Semiseco muy cálido y cálido y el sur clima Seco muy cálido y cálido; la temperatura media anual de todo el territorio municipal es de 18 a 22 °C; y la precipitación promedio anual es de 600 a 800 mm.
La vegetación original del municipio era una combinación de pastizales y selva alta, sin embargo en la actualidad la gran mayoría del territorio de la zona principal del municipio se encuentra dedicada a la agricultura, pequeños sectores continúan cubiertos por selva y pastizal, en el exclave la vegetación principal sigue siendo de selva, las principales especies vegetales son mezquite, guaje y cazaguate. Las principales especies animales son el conejo, el cacomixtle, el tlacuache, la comadreja, la liebre, la tuza, la paloma y el gavilán.

## Demografía
De acuerdo a los resultados del Censo de Población y Vivienda realizado en 2010 por el Instituto Nacional de Estadística y Geografía, la población total del municipio de Tlacolula de Matamoros es de 19 625 personas, de las cuales 9 151 son hombres y 10 474 son mujeres.

### Localidades

Principales localidades del municipio

En el municipio de Tlacolula de Matamoros se localizan 17 localidades, las principales y su población en 2005 se enlistan a continuación:
| Localidad                             | Población (2010) |
| ------------------------------------- | ---------------- |
| Tlacolula de Matamoros                | 13 821           |
| Fraccionamiento Ciudad Yagul          | 2 408            |
| San Marcos Tlapazola                  | 969              |
| Fraccionamiento Rancho Valle del Lago | 613              |
| San Luis del Río                      | 440              |
| Tanivé                                | 252              |
| Unidad Habitacional Doce de Mayo      | 225              |
| Total municipio                       | 19 625           |

## Política
El gobierno del municipio de Tlacolula de Matamoros le corresponde al Ayuntamiento, que como en otros 146 municipios de Oaxaca, es electo mediante el sistema de partidos político; siendo electo mediante votación universal, directa y secreta para un periodo de tres años que no pueden ser renovados para el periodo inmediato pero sí de forma no continua, está integrado por el presidente municipal, un síndico, y el cabildo integrado por cinco regidores; de Hacienda, de Educación, de Mercados, de Salud y de Panteones., todos entran a ejercer su cargo el día 1 de enero del año siguiente a su elección. Además para su desempeño se auxilia de un Secretario y Tesorero Municipal. Este municipio cuenta con su propia unidad administrativa que se encarga de administrar y organizar los asuntos de interés público.

### Subdivisión administrativa
Para su régimen interior, el municipio de Tlacolula de Matamoros se divide en cuatro agencias municipales: San Francisco Tanivet, San Marcos Tlapazola, San Luis del Río y Alférez. Los titulares de estas entidades administrativas son todos electos mediante usos y costumbres.

### Representación legislativa
Para la elección de diputados locales al Congreso de Oaxaca y de diputados federales a la Cámara de Diputados federal, Tlacolula de Matamoros se encuentra integrado en los siguientes distritos electorales:
Local:
- XVII Distrito Electoral Local de Oaxaca con cabecera en Tlacolula de Matamoros.

Federal:
- IV Distrito Electoral Federal de Oaxaca con cabecera en Tlacolula de Matamoros

### Diputados federales
- LXIV Legislatura (2018 - 2021):.[14]

### Presidentes municipales
- (1997 - 1999): Rodolfo Morales Meneces
- (1999 - 2001): Alejo Peralta Sánchez
- (2000): Erico Briones Guerash (Administración Municipal)
- (2001): Aureliano López López (Concejo Municipal)
- (2002 - 2004): Benito Marcial Aguilar
- (2005 - 2007): Agustín Aguilar Montes
- (2008 - 2010): Rolando López Maldonado
- (2011 - 2013): Concepción Sofía Robles Altamirano
- (2014 - 2016): Pedro Ruiz Gonzales
- (2017 - 2018): Dr. Fausto Díaz Montes
- (2019 - 2021): Carlos Leon Monterrubio